# NGC 4631
NGC 4631 (Caldwell 32 sau Galaxia Balenei) este o galaxie spirală din constelația Câinii de Vânătoare . Imaginea galaxiei este puțin distorsionată, astfel asemănându-se cu o balenă.  Deoarece din această galaxie poate fi observată doar marginea, astronomii pot să o folosească pentru a înțelege gazul și stelele localizate în afara planului galactic.